# Spotlight (GEMの曲)
Spotlight（スポットライト）は、GEMの6枚目のシングル。2016年7月20日にiDOL Streetから発売された。野口、西田の加入後初のシングルである。なお、武田は留学による活動休止中のため本作には参加していない。

## 概要
「CD+Blu-ray盤」、「CDシングル盤」（CDのみ）、「イベント会場/mu-moショップ限定商品」（ミュージックカード×11形態）の3種13形態で発売。
「Baby, Love me!」までのシングルで発売されたミュージックカードが本作で復活した。その代り「Fine! 〜fly for the future〜」で販売されたワンコインCDは発売されない。また、活動休止中の武田舞彩ver.は発売されなかった。
初披露からCDリリースまで1ヶ月もないため、発売前のリリースイベントもあまりできない状況であるが、統括プロデューサーの樋口はブログで「CD枚数の”順位”を意識せずにキラチャレのファイナル11月まで継続的に応援して歌っていけるように発売時期が早くなっています。」と述べている。
発売後は新体制のもと、1年ぶりに復活するAKIBAカルチャーズ劇場での定期公演『GEM Live Mixture 2016 〜4th STAGE〜』(月1回)や多数の夏フェスに参加することが発表されていた。

### 初披露・初OA
ライブでは、「Spotlight」、「fRiEnDs」、「one」の3曲とも6月25日にTOKYO DOME CITY HALLで行われた「iDOL Street Carnival 2016 6th Anniversary 〜RE:Я|LOAD〜」で初披露された。
ラジオでは、「Spotlight」が6月27日にラジオ日本の「ラジカントロプスNEXT」で初OAされ、また「one」が7月7日にFM-FUJIの「GIRLS♥GIRLS♥GIRLS =RED ZONE= GEM★カラット」で初OAされた。

### 収録曲に関する情報
「Spotlight」では歌詞の中の「I'm No.1」のところをすべて野口が担当している。また、サビ前のBメロすべてを西田が担当している。
「fRiEnDs」にはボーカルとして森岡、伊山、西田が、コーラスとして村上が参加しいる。ミディアムバラードで聴かせる曲となっていて、遠くへ行く親友 へ向けた歌という。
「one」はダンスナンバーで、パフォーマーとして南口、小栗、村上、伊山、平野が参加している。ボーカル担当は野口、コーラス担当は熊代である。
どの形態にも3曲のInstrumentalが収録されていない。これはiDOL Streetから発売されているメジャーのシングル作品では初めてのことである。

### 新メンバー野口もなみの休業・そして脱退
本作リリース直前の7月17日、新メンバーの野口が体調不良でイベントを欠席すると発表があった。以降、野口はすべてのライブ・イベントに一切出演せず、また各SNSの更新も行われないまま、8月31日にGEMからの脱退が発表された。7月16日までに更新されたブログは削除され、Twitterアカウントも消された。しかし、野口もなみver.のミュージックカードは野口の脱退後も販売された。

## 収録曲

### CD+Blu-ray盤

#### CD
1. Spotlight(3:58)
作詞：KOUDAI IWATSUBO 作曲：KOUDAI IWATSUBO / KAY 編曲：KAY
2. fRiEnDs(4:43)
作詞：ENVIE 作曲：Saku 編曲：VIVID Neon* & Shoko Mochiyama

#### Blu-ray
1. Spotlight "Music Video"
2. one "Music Video"
3. Spotlight "Music Video Making"

### CDシングル盤
1. Spotlight
2. fRiEnDs
3. one(3:17)
作詞・作曲・編曲：Hiroshi Nakamura (i-dep)

### イベント会場/mu-moショップ限定盤
1. Spotlight
2. fRiEnDs
3. one

## 音楽配信

### 先行配信
GEMは過去に着うたの先行配信を行ったことはあるが、フルコーラスで先行配信するのは本作が初めてである。
| 配信日        | 曲名      | 配信サービス    | 備考                                          |
| ------------- | --------- | --------------- | --------------------------------------------- |
| 2016年7月13日 | Spotlight | LINE MUSIC      |                                               |
| 2016年7月13日 | fRiEnDs   | dヒッツ         |                                               |
| 2016年7月13日 | fRiEnDs   | レコチョク Best |                                               |
| 2016年7月13日 | one       | AWA             |                                               |
| 2016年7月13日 | ※         | Apple Music     | Apple Musicに「Connect」にGEMのアカウント開設 |

### 本配信
どのサービスもCDシングル盤の3曲が配信されている。

## イベント
上述のとおり、野口は7月17日以降すべてのライブ・イベントを欠席したので、野口の参加・不参加については割愛する。
イベント期間中は森岡も舞台の稽古のために欠席することが多かった。
| 日程                                       | 公演名                                                                                           | 会場                                      | 備考 |
| ------------------------------------------ | ------------------------------------------------------------------------------------------------ | ----------------------------------------- | --- |
| 2016年7月10日                              | 新曲リリースイベント                                                                             | 池袋スカイデッキ                          | 2部制。 |
| 2016年7月17日                              | 新曲リリースイベント                                                                             | ららぽーと豊洲                            | 2部制。 |
| 2016年7月21日                              | 新曲リリースイベント                                                                             | タワーレコード渋谷店 B1F 「CUTUP STUDIO」 | ミニライブとグループ握手会。 |
| 2016年8月11日                              | 新曲リリースイベント                                                                             | 池袋スカイデッキ                          | 2部制。 |
| 2016年9月10日                              | 新曲リリースイベント                                                                             | ららぽーと豊洲                            | 2部制。 |
| 2016年9月22日                              | 新曲リリースイベント                                                                             | ららぽーと豊洲                            | 2部制。なお、第1部は天候不良で特典会のみ行われた。 |
| 2016年8月20日 2016年9月19日 2016年10月10日 | 個別握手会／個別撮影会／グループ撮影会／個別サイン会／自撮り撮影会／ゲーム＆クイズ大会／大抽選会 | プレミアホール                            | mu-moショップで販売された参加券付き商品購入者対象。 個別握手会(前半2部、後半2部の4部制)、個別撮影会、グループ撮影会、個別サイン会、大抽選会。さらに8/20と10/10はゲーム&クイズ大会、9/19は自撮り撮影会が行われる。 9/19は森岡が不参加。 |

※他、各イベントにおいてCD・ミュージックカード予約購入者対象の握手会も開催された。